# Preot catolic
Preoții catolici sunt membri ai clerului în Biserica Catolică care au rolul de colaboratori ai episcopilor în predicarea Cuvântului lui Dumnezeu și în celebrarea sacramentelor. Ei reprezintă una dintre cele trei trepte ierarhice ale ordinului sacru, alături de diaconi și episcopi.
Preoția catolică implică o serie de funcții liturgice și pastorale, iar preoții pot avea diverse roluri, cum ar fi parohii, care administrează comunități locale de credincioși. Preoții sunt considerați succesorii presbiterilor din perioada apostolică și sunt esențiali în viața spirituală a Bisericii Catolice.
Un aspect important al preoției catolice este celibatul: preoții romano-catolici nu au voie să se căsătorească, această regulă fiind impusă pentru a imita viața casta a lui Iisus Hristos și pentru a se dedica exclusiv slujirii Bisericii. Celibatul este susținut teologic prin interpretări ale învățăturilor Noului Testament și este obligatoriu prin legile bisericești (Canonul 1087).
Astfel, preoții catolici sunt slujitori consacrați ai Bisericii, care îndeplinesc funcții spirituale și pastorale în comunitățile lor, respectând reguli stricte precum celibatul, pentru a se dedica în întregime misiunii lor religioase.

## Ce rol au preoții în organizarea și funcționarea Bisericii Catolice
Preoții catolici au un rol esențial în organizarea și funcționarea Bisericii Catolice, fiind colaboratori direcți ai episcopilor în predicarea Cuvântului lui Dumnezeu și în celebrarea sacramentelor. Ei contribuie la viața spirituală și pastorală a comunităților locale, adesea având funcția de paroh, adică de păstori sufletești și conducători administrativi ai parohiilor, care sunt unitățile de bază ale organizării bisericești.
În cadrul ierarhiei bisericești, preoții formează treapta mijlocie între diaconi și episcopi, iar prin activitatea lor liturgică și pastorală susțin misiunea Bisericii de a învăța, guverna și sfinți credincioșii, în colaborare cu episcopii care au autoritatea supremă în dieceze. Astfel, preoții ajută la menținerea unității și continuității vieții bisericești locale, fiind puntea de legătură între episcopi și credincioși.
Pe lângă slujirea liturgică, preoții pot avea și alte responsabilități administrative sau pastorale, inclusiv participarea la organizarea activităților bisericești și la coordonarea unor structuri mai mari, cum ar fi protopopiatele, care grupează mai multe parohii. În concluzie, preoții sunt fundamentali pentru funcționarea Bisericii Catolice la nivel local și pentru implementarea deciziilor episcopale, asigurând legătura între autoritatea bisericească și comunitatea credincioșilor.

## Care sunt diferențele între rolul unui preot și cel al episcopului în Biserică
Diferențele principale între rolul unui preot și cel al episcopului în Biserică sunt legate de autoritate, funcții sacramentale și responsabilități administrative:
- Episcopul ocupă treapta cea mai înaltă în ierarhia clericală, având o autoritate superioară preotului. Episcopii sunt urmașii direcți ai Sfinților Apostoli și dețin plenitudinea puterii sacramentale, pe când preoții sunt subordonați episcopilor și colaborează cu aceștia în slujirea Bisericii[7].
- Episcopii au dreptul exclusiv de a săvârși anumite slujbe și lucrări sfinte, cum ar fi sfințirea Sfântului și Marelui Mir, hirotonia clericilor (inclusiv a preoților) și sfințirea bisericilor și a antimiselor. Preoții nu pot săvârși aceste slujbe, ci doar celelalte sacramente și slujbe liturgice[8].
- Episcopul conduce o episcopie (o regiune bisericească mai largă) și deține „cheile preoției”, adică autoritatea de a conduce lucrarea Bisericii în cadrul acestei regiuni. El este președintele preoției aaronice și judecător general în cadrul episcopiei. Preoții, în schimb, conduc parohii, unități locale mai mici, și sunt colaboratori ai episcopului în predicarea și administrarea sacramentelor[9].
- Preoții slujesc direct comunităților locale, fiind păstori sufletești și reprezentanți ai credincioșilor în fața lui Dumnezeu, iar episcopii au un rol mai larg de supraveghere și păstorire a întregii episcopii, menținând unitatea Bisericii prin comuniunea cu alți episcopi[10].

Pe scurt, episcopul are o autoritate și responsabilități mai largi și mai înalte, inclusiv hirotonirea preoților și conducerea unei regiuni bisericești, în timp ce preotul slujește în comunități locale, colaborând cu episcopul pentru îndeplinirea misiunii Bisericii.